# ゴードン・ピリー
ゴードン・ピリー (Gordon Pirie、1931年2月10日　-　1991年12月7日)は、イギリス・リーズ出身の元陸上競技選手。5000m、3000mの元世界記録保持者で1956年メルボルンオリンピック男子5000mの銀メダリストである。

## 主な実績
| 年   | 大会                 | 場所                           | 種目   | 結果 | 記録     |
| ---- | -------------------- | ------------------------------ | ------ | ---- | -------- |
| 1952 | オリンピック         | ヘルシンキ（フィンランド）     | 5000m  | 4位  | 14:18.0  |
| 1952 | オリンピック         | ヘルシンキ（フィンランド）     | 10000m | 7位  | 30:09.5  |
| 1956 | オリンピック         | メルボルン（オーストラリア）   | 5000m  | 銀   | 13:50.78 |
| 1956 | オリンピック         | メルボルン（オーストラリア）   | 10000m | 8位  | 29:49.6  |
| 1958 | ヨーロッパ陸上選手権 | ストックホルム（スウェーデン） | 5000m  | 銅   | 14:01.6  |

## 世界記録
- 3000m
  - 7:55.6 (1956年)
  - 7:52.8 (1956年)
- 5000m
  - 13:36.8 (1956年)